# Atelopus angelito
Atelopus angelito is een kikker uit de familie padden (Bufonidae) en het geslacht klompvoetkikkers (Atelopus). De soort werd voor het eerst wetenschappelijk beschreven door Maria Cristina Ardila-Robayo en Pedro M. Ruiz-Carranza in 1998. Omdat de soort pas sinds recentelijk is beschreven wordt de kikker in veel literatuur nog niet vermeld.
Atelopus angelito leeft in delen van Zuid-Amerika en komt endemisch voor in Colombia. De kikker is bekend van een hoogte van 2900 tot 3000 meter boven zeeniveau. De soort komt in een relatief klein gebied voor en is kwetsbaar voor vervuiling. Door de internationale natuurbeschermingsorganisatie IUCN wordt de soort beschouwd als 'kritiek'.
Atelopus angelito wordt ongeveer 3 tot 4 centimeter lang. De lichaamskleur is groen met zwarte vlekjes.